# 레프 셰스토프

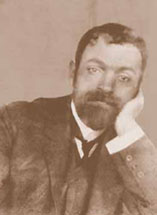
레프 셰스토프

레프 셰스토프(Lev Shestov, 1866년 - 1938년)는 러시아의 실존주의 철학자로 "절망의 철학"으로 유명하다.
1921년에 프랑스로 망명하여 고인이 될 때까지 파리에서 거주하였다.

## 절망의 철학
그의 작품은 어떤 논리가 없이 모든 내용이 파편적이며, 역설적이다. 그는 이성적으로 인생의 문제를 해결할 수 없으며, 어떤 정해진 규칙이 있음을 부정하였고, 문제를 해결하는 것이 아니라, 문제를 일으키는 것이 인생이라고 생각하였다. 그는 절망의 경험이 모든 것의 시작이며, 그것은 자유의 상실, 확실성의 상실, 인생의 의미의 상실을 의미하였다.